# Nicolas Houguet
Nicolas Houguet, né à Auxerre le 24 septembre 1978, est un écrivain français. Il est également chroniqueur et journaliste.

## Biographie
Né de parents employés de banque, Nicolas Houguet a un frère jumeau. Il est né avec une paralysie cérébrale. 
Il a étudié les lettres modernes à l'Université Paris-Est-Créteil-Val-de-Marne et est titulaire d'une maîtrise consacrée à Baudelaire en 2000.
Son premier essai, L'Amérique que j'aime, est publié en 2004 aux éditions L'Harmattan, en réaction aux attentats du 11 septembre 2001.
En 2006, il devient ensuite chroniqueur de cinéma pour le site Excessif.com où il est notamment connu pour ses portraits détaillés sur des réalisateurs comme Woody Allen, Steven Spielberg et Clint Eastwood. Il quitte le magazine en 2010, un an après le rachat de l'entreprise par TF1.
En 2007, il publie son premier recueil de nouvelles, La Salade et le Cassoulet, aux éditions Le Manuscrit. Son deuxième recueil, Redemption Song, est publié en 2010.
Influenceur littéraire à son compte à partir de 2010, son site L'Albatros connait un certain succès (15 000 visites en janvier 2018) dans le milieu littéraire et est souvent sollicité par les maisons d'éditions.
En 2017, il intègre la rédaction du magazine Addict Culture où il rédige également des chroniques littéraires.
En 2019, il publie chez Stock un récit, L'Albatros. Largement autobiographique, ce livre explore sa vie lors d'un concert de Patti Smith à travers des références à son handicap, ses passions et sa dernière rupture amoureuse. Dans un article pour L'Express, l'écrivain David Foenkinos le qualifie d'« ode à la beauté qui offre un espoir en toute chose ».
Il est depuis 2020 journaliste à Combat. 
Il intervient aussi pour la série "doc doc doc" sur la Web TV Blast.

## Œuvres
Essais
- L'Amérique que j'aime, éditions L'Harmattan, 2004

Recueils de nouvelles
- La Salade et le Cassoulet, éditions Le Manuscrit, 2007
- Redemption Song, éditions le Manuscrit, 2010

Récits
- L'Albatros, éditions Stock, 2019